# معركة خليج فيلا
معركة خليج فيلا (باليابانية: ベ ラ 湾 夜 戦، بي راون ياسن) كانت معركة بحرية ضمن حملة المحيط الهادئ خلال الحرب العالمية الثانية جرت في ليلة 6-7 أغسطس 1943 في خليج فيلا بين جزيرتي فيلا لافيلا وكولومبانغارا في جزر سليمان في جنوب غرب المحيط الهادئ.
كانت هذه المعركة هي الأولى التي يُسمح فيها للمدمرات الأمريكية بالعمل مستقلة عن قوة الطرادات الأمريكية خلال حملة المحيط الهادئ. خلال المعركة، اشتبكت ست مدمرات أمريكية مع أربع مدمرات يابانية كانت تحاول إمداد القوات اليابانية في كولومبانغارا. أحاطت السفن الحربية الأمريكية بالقوة اليابانية التي رٌصدّت بمساعدة الرادار وأطلقت عليها الطوربيدات، ما أدى لغرق ثلاث مدمرات يابانية دون أي خسائر في السفن الأمريكية.

## خلفية تاريخية
بعد انتصارهم في معركة كولومبانغارا في 13 يوليو، أنشأ اليابانيون حامية قوية من 12,400 جندي حول فيلا على الطرف الجنوبي لجزيرة كولومبانغارا في محاولة لمنع المزيد من إستراتيجية الوثب بين الجزر من قبل القوات الأمريكية والتي كانت قد استعادت غوادالكانال في العام السابق كجزء من عملية كارتوييل. كانت فيلا الميناء الرئيسي في كولومبانغارا وقد زودت ليلاً بالإمدادات باستخدام قوافل من ناقلات المدمرات السريعة أطلق عليها الأمريكيون اسم «قطار طوكيو السريع». وقد وصلت بنجاح ثلاث قوافل إمدادات في 19 يوليو و29 يوليو و1 أغسطس.
خلال الجولة الأخيرة في 1 أغسطس، شنت قوة من 15 زورقاً أمريكياً طراز پي تي هجوماً منى بالفشل، عندما أطلقت ما بين 26 و30 طوربيداً. ردت عليهم أربع مدمرات يابانية وفي المعركة التي تلت ذلك، غرق الزورق پي تي 109 الذي يقوده الملازم جون إف كينيدي، رئيس الولايات المتحدة لاحقاً. وبحلول 5 أغسطس، كان الأمريكيون يندفعون باتجاه المطار الياباني الواقع في موندا في جزيرة جورجيا الجديدة جنوب كولومبانغارا مباشرة، هنا قرر اليابانيون إرسال قافلة ناقلات رابعة إلى فيلا مزودة بالإمدادات.

## المعركة
في ليلة 6 أغسطس، أرسلت البحرية الإمبراطورية اليابانية قوة من أربع مدمرات تحت قيادة النقيب كاجو سوغيورا (المدمرات هاجيكازي، أراشي وكاواكازي من فرقة المدمرات الرابعة التابعة لسوغيورا والمدمرة شيجوري تحت قيادة النقيب تاميتشي هارا من فرقة المدمرات 27) تحمل حوالي 950 جندياً مع إمداداتهم. كان المطار الياباني في موندا في جورجيا الجديدة، الذي كُلفت القوة في فيلا بتعزيزه، على وشك الاستيلاء عليه؛ وقد سقط لاحقاً في ذلك اليوم. توقع القادة الإمبراطوريون اليابانيون أن تصبح فيلا مركز خط دفاعهم التالي. حددت خطة العمليات اليابانية نفس مسار الوصول عبر خليج فيلا حيث مرت قافلات النقل الثلاث السابقة بنجاح رغم اعتراضات هارا، الذي احتج بأن تكرار العمليات السابقة كان كارثة كبرى.

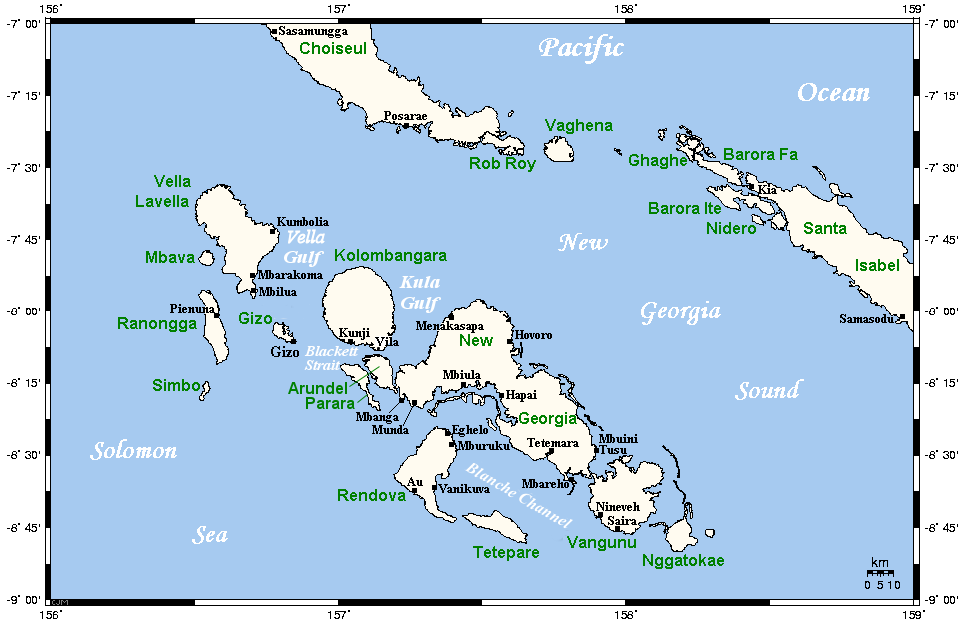
جزر جورجيا الجديدة حيث يقع خليج فيلا بين جزيرتي فيلا لافيلا وكولومبانغارا على الجانب الغربي من سلسلة جزر سليمان

أرسلت مجموعة مهام البحرية الأمريكية 31.2 (TG 31.2) المكونة من ست مدمرات - يو إس إس دنلاب، كرافن، موري، لانغ، سترت وستاك - بقيادة القائد فريدريك موسبرغر، بعد تحذيره من العملية اليابانية، لاعتراض القوة اليابانية. كانت معنويات أطقم موسبرغر مرتفعة بمعرفتهم أخيراً أنه سيكون بإمكانهم التخلي عن العقيدة القتالية التي تلزمهم البقاء على مقربة من الطرادات. أما في هذه الليلة، فسيكون بمقدورهم تطبيق تكتيكاتهم الخاصة.
رصدت السفن الأمريكية القوة اليابانية ردارياً في الساعة 23:33. قسمت خطة المعركة لموسبرغر قواته إلى فرقتين. فرقة المدمرات 12 الخاصة بموسبرغر (مكونة من دنلاب وكارفن وموراي)، التي احتفظت سفنها ببطاريات طوربيد كاملة ترجع لفترة ما قبل الحرب وكان عليها شن هجوم طوربيدي مفاجئ عبر ظلال جزيرة كولومبانغارا. خلال ذلك، فإن فرقة المدمرات 15 التابعة للقائد روجر سيمبسون (لانج وسترت وستاك)، التي استبدلت سفنها بعض أنابيب الطوربيد الخاصة بها بمدافع إضافية عيار 40 ملم، كان عليها تغطية فرقة موسبرغر من موقع مراقبة، ثم التحول لقطع مسار العدو. كانت الفكرة أن أي محاولة من جانب اليابانيين للرد على هجوم الطوربيدات الفرقة الأولى سيعرض جوانبهم لهجوم بالطوربيدات من الفرقة الثانية.
بعدها يمكن للفرقتان أن تتبادل الأدوار إذا ثبت أن هجوم الطوربيدات المتكرر ضروري، أو تقوم بأدوار بديلة في حالة مواجهة السفن اليابانية والتي يمكن التعامل معها بواسطة المدافع الإضافية من الفرقة الثانية إذا لزم الأمر. بعد أن تعلمت من الدروس القاسية للقتال البحري ليلاً بعد معركة كولومبانغارا ومعركة خليج كولا، والمناوشات السابقة لزوارق پي تي، وبعد أن عالجت أخيراً المشاكل التقنية التي أصابت طوربيدات مارك 15 منذ بداية في الحرب، لم تتخل المدمرات الأمريكيون عن مواقعها بإطلاق النار إلا بعد بدء طوربيداتها بضرب أهدافها.
أطلقت دنلاب وكرافن وموري ما مجموعه 24 طوربيداً في غضون 63 ثانية قبل التحول إلى الميمنة والانسحاب بسرعة عالية، باستخدام الجزيرة الجبلية ناحية الشرق للمساعدة في تمويه تحركاتهن. كان الأمريكيون يعملون على افتراض أن اليابانيين ليس لديهم ما يضاهي رادارهم السنتيمتري الجديد طراز (SG). فقد كانوا يعلمون أن راداراتهم ذات النطاق الترددي الأقدم لا يمكنها التفريق بين السفن السطحية والجزر وأن الرادارات اليابانية المفترضة ليست أفضل. وفي هذه الحالة، لم يكن لدى أي من السفن اليابانية الموجودة رادار بالفعل وساهمت مرتفعات الجزيرة التي تلوح في الأفق على إخفاء السفن الأمريكية من المراقبة البصرية. تحولت لانغ وسترت وستاك يساراً لقطع الطريق على الخصم وفتحت النار بمجرد أن بدأت الطوربيدات في الانفجار. أصيبت كل المدمرات اليابانية الأربعة بطوربيدات أمريكية. واشتعلت النيران في هاجيكازي، أراشي وكاواكازي وإما غرقت فوراً أو غرقت بسرعة بنيران البحرية. كان الطوربيد الذي أصاب شيجوري فاسداً بحيث أنه اخترق دفتها دون أن ينفجر، مما سمح لها بالهروب إلى الظلام. أطلقت شيجوري ثمان طوربيدات أثناء انسحاب هارا من موقع المعركة، لكنها أخطأت أهدافها جميعاً.

## نتيجة المعركة
تُرك العديد من الجنود والبحارة اليابانيين عائمين في الماء بعد أن غرقت سفنهم ورفضهم إنقاذ السفن الأمريكية لهم. حيث فُقد ما مجموعه 1,210 من الجنود والبحارة اليابانيين، معظمهم مات غرقاً. فُقد 685 جندياً. بالإضافة إلى ذلك، فقدت هاجيكازي وأراشي 356 رجلاً (178 لكل منهما)، بينما فقدت كاواكازي 169 رجلاً. وصلت مجموعة صغيرة من 300 ناجٍ إلى فيلا لافيلا. نُقلوا لاحقاً إلى جزيرة كولومبانغارا. وخلال هذه المعركة، لم تصب أي سفينة أمريكية ولو برصاصة أو قذيفة واحدة، حيث كانت الإصابة الوحيدة عبارة عن إصابة هرسية لمُلقم مدفعية نتيجة حادث.
تعد هذه المعركة - التي جاءت بعد أقل من شهر من المعركة الليلية لكولومبانغارا - المرة الأولى التي يتعرض فيها اليابانيون للهزيمة في هجوم ليلي بواسطة المدمرات.  أنجزت المدمرات الست ما لم يستطع سرب من 15 زورقاً أمريكياً من طراز پي تي إنجازه قبل ذلك بوقت قصير: فقد أغرقت قطار طوكيو بالطوربيدات دون خسائر بحرية أمريكية أو خسائر صديقة. لم تعد الإمبراطورية اليابانية قادرة على دعم حاميتها في جزيرة كولومبانغارا التي تجاوزها الحلفاء وهبطوا بدلاً من ذلك في فيلا لافيلا غرباً في 15 أغسطس. وسرعان ما تخلى الجيش الياباني عن كولومبانغارا واستكمل انسحابه بحلول أوائل أكتوبر.
اثنان من قباطنة المدمرات الأمريكية، الرائدان البحريان كليفتون إيفرسون (قبطان دنلاب) وفرانك جاردنر جولد (قبطان سترت)، مُنحا فيما بعد وسام صليب البحرية نظير أفعالهما خلال المعركة.

## سفن حملت اسم المعركة
سُميّت حاملة الطائرات المرافقة يو إس إس فيلا غلف (سي في إي-111)، التي جُهزت للخدمة من 1945 إلى 1946 وطراد الصواريخ الموجهة فئة تيكونديروغا يو إس إس فيلا غلف (سي جي-72)، في الخدمة منذ 1993، على اسم هذه المعركة.